# Balatonkenese

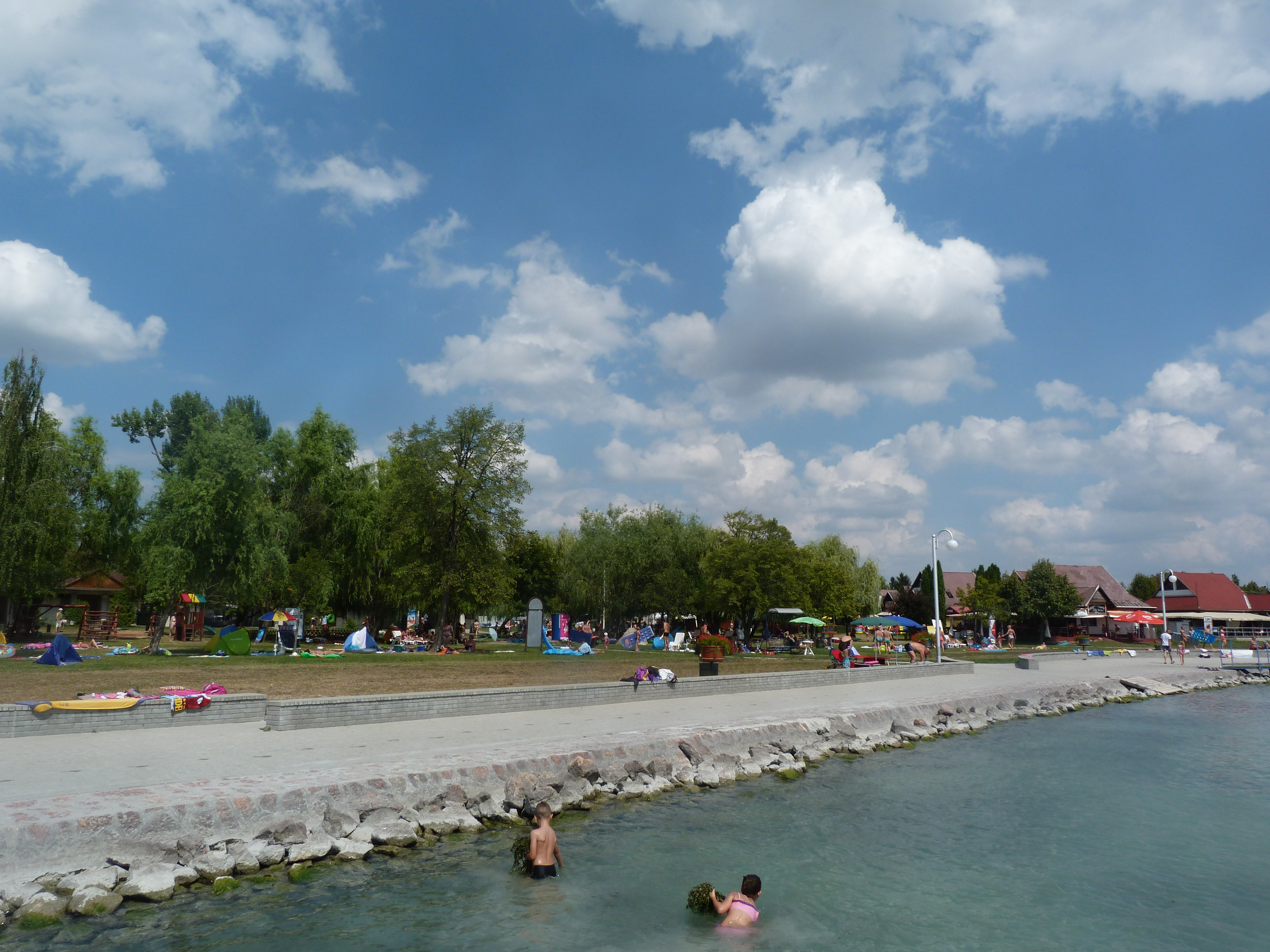
Pláž v Balatonkenesi

Balatonkenese [balatonkeneše] je město a letovisko v Maďarsku v župě Veszprém, spadající pod okres Balatonalmádi. Leží u břehu Balatonu a je (po Balatonakarattye) druhým nejvýchodnějším sídlem u Balatonu. Nachází se asi 16 km jihovýchodně od Veszprému. Žije zde přibližně 2 600 obyvatel. Podle údajů z roku 2011 zde žijí 87,6 % Maďaři, 1,5 % Němci, 0,2 % Romové a 0,2 % Rumuni.
V roce 2014 se od města odtrhla vesnice Balatonakarattya.
Nejbližšími městy jsou Balatonfűzfő, Enying a Polgárdi. Blízko jsou též obce Balatonakarattya, Balatonfőkajár a Papkeszi.